# مركز البحرين لحقوق الإنسان
مركز البحرين لحقوق الإنسان منظمة غير ربحية وغير حكومية مسجلة لدى وزارة العمل البحرينية والخدمات الاجتماعية منذ يوليو 2002 رغم صدور قرار من جانب السلطات في تشرين الثاني نوفمبر 2004 لاغلاقه. إلا أن المركز لا يزال يعمل بعد حصولة على دعم داخلي وخارجي لنضاله من اجل تعزيز حقوق الإنسان في البحرين

## رؤية المركز
بلد مزدهر ديمقراطي خالي من التمييز وانتهاكات حقوق الإنسان

## مهمة المركز
لتشجيع ودعم الافراد والجماعات لتكون سباقة في حماية حقوقهم وحقوق الآخرين، والنضال لتعزيز الديمقراطية وحقوق الإنسان وفقا للمعايير الدولية

## أهداف المركز
- تعزيز الحريات والحقوق الأساسية المدنية والسياسية والاقتصادية
- مكافحة التمييز العنصري
- نشر ثقافة حقوق الإنسان
- المساهمة في توفير الدعم والحماية للضحايا والمستضعفين

## منظمات حقوقية شريكة
يشترك مركز البحرين لحقوق الإنسان مع عدد من منظمات حقوق الإنسان العربية والعالمية في الفعاليات والأنشطة والتقارير، ومنها
- الشبكة العربية لمعلومات حقوق الإنسان
- International Federation of Human Rights (fidh)
- International Freedom of Expression Exchange (ifex)
- The Coalition for Organ Failure Solutions
- CARAM Asia